# Gložin
Gložin (cyr. Гложин) – wieś w Bośni i Hercegowinie, w Republice Serbskiej, w gminie Čajniče. W 2013 roku liczyła 51 mieszkańców.